# Leo Frobenius
Leo Viktor Frobenius (29 de juny de 1873 - 9 d'agost de 1938) va ser un etnòleg i arqueòleg alemany orientat a l'estudi de la cultura africana.
Nasqué a Berlín. El 1904 va fer la primera expedició a Àfrica a la regió de Kasai al República Democràtica del Congo. En anys posteriors anà al Sudan i al nord de l'Àfrica.
El 1920 va fundar l'Institut per a la morfologia cultural a Múnic i el 1935 va esdevenir director del museu etnogràfic municipal.
Proposava el difusionisme cultural ja sigui a través de difusió de les idees o d'invasions. Tractava de reconstruir els punts de vista i la vida cultural i religiosa dels pobles antics africans i en valorava els seus trets culturals al contrari de la posició del colonialisme imperant en aquells moments, per la qual cosa és una figura molt reconeguda pel moviment de la negritud com Léopold Sédar Senghor.
Frobenius recull el concepte de la cultura com si es tractés d'un organisme viu creat per Oswald Spengler.

## Obres
- Die Geheimbünde Afrikas (Hamburg 1894)
- Der westafrikanische Kulturkreis. Petermanns Mitteilungen 43/44, 1897/98
- Weltgeschichte des Krieges (Hannover 1903)
- Unter den unsträflichen Athiopen (Berlin 1913)
- Paideuma (Münich 1921)
- Dokumente zur Kulturphysiognomik. Vom Kulturreich des Festlandes (Berlin 1923)
- Erythräa. Länder und Zeiten des heiligen Königsmords (Berlin 1931)
- Kulturgeschichte Afrikas (Zürich 1933)